# Etiler
Etiler ist ein Viertel im Norden des Istanbuler Distrikts Beşiktaş. Das gemischte Wohn- und Geschäftsviertel wird insbesondere von wohlhabenden Istanbulern frequentiert.

## Galerie

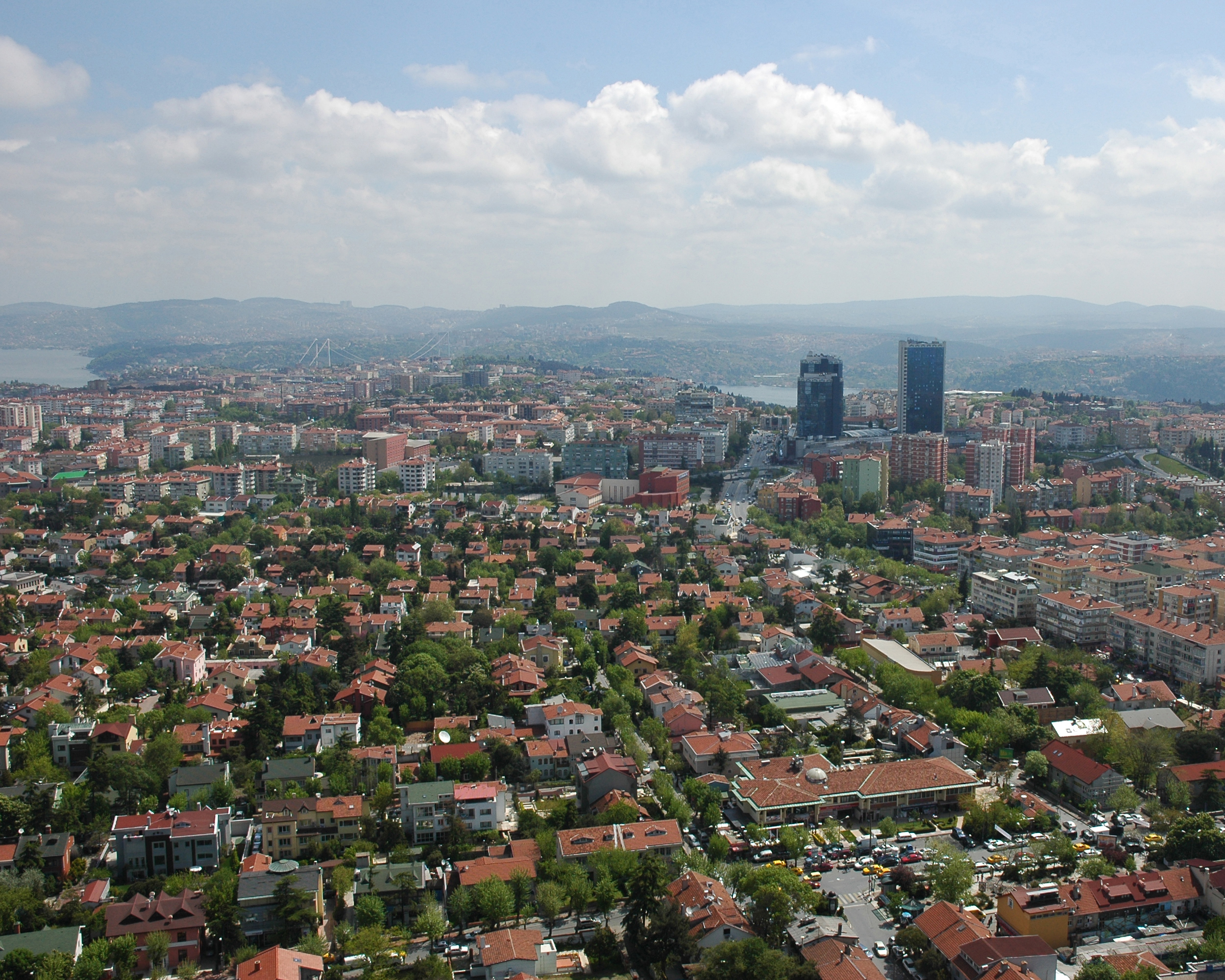
Einzel- und Doppelhäuser dominieren in Etiler das Stadtbild
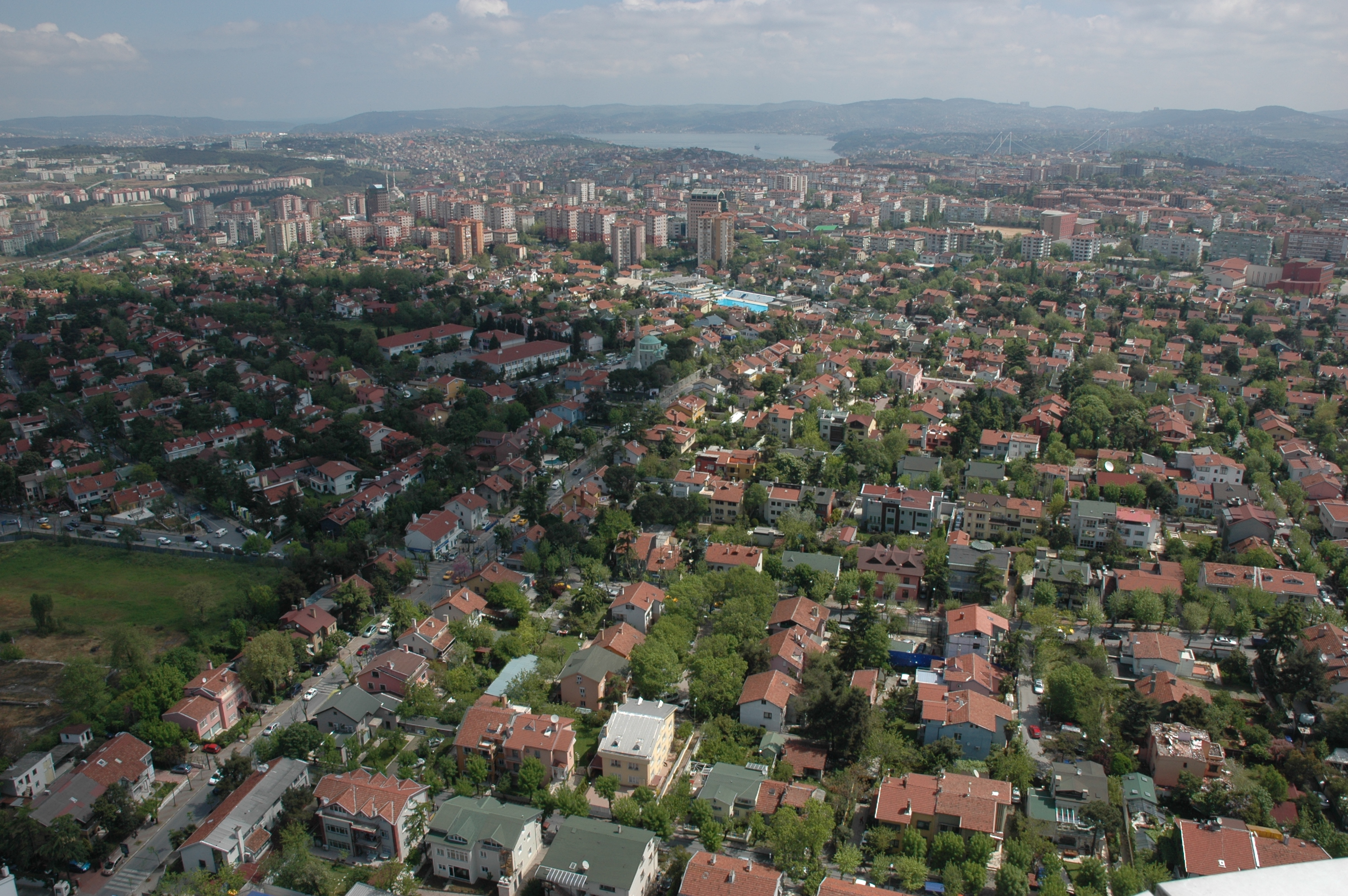
Luftbild

Koordinaten: 41° 5′ 2,4″ N, 29° 2′ 7,3″ O